# Diocèse de Chilpancingo-Chilapa
Le diocèse de Chilpancingo-Chilapa (en latin : Dioecesis Chilpancingensis-Chilapensis ; en espagnol : Diócesis de Chilpancingo-Chilapa) est un diocèse de l'Église catholique du Mexique, suffragant de l'archidiocèse d'Acapulco.

## Territoire

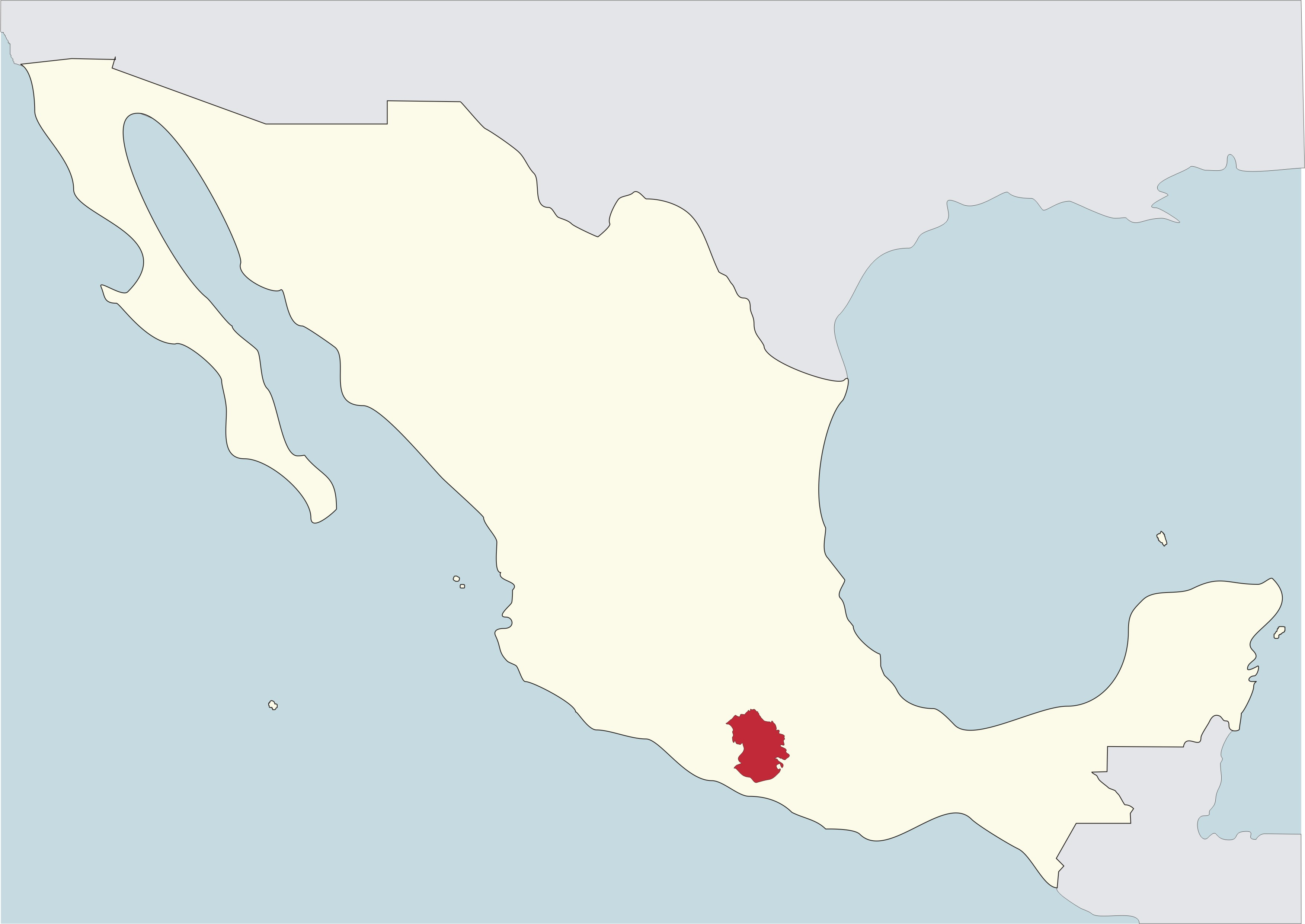
Le diocèse de Chilpancingo-Chilapa en rouge sur la carte du Mexique

Il comprend une partie de l'État de Guerrero ce qui correspond à un territoire d'une superficie de 19 860 km2 divisé en 97 paroisses.
Le siège épiscopal est dans la ville de Chilpancingo où est située la cathédrale Notre-Dame-de-l'Assomption (es). La cocathédrale de Chilapa (es)  est placée sous le même vocable.

## Historique
Le diocèse de Chilapa est érigé le 27 février 1816 par la bulle Universi Dominici gregis du pape Pie VII en prenant une partie des territoires des archidiocèses de Mexico et de Michoacán (aujourd'hui archidiocèse de Morelia) ainsi que du diocèse de Tlaxcala (aujourd'hui archidiocèse de Puebla de los Ángeles).
Cependant, la bulle n'est pas mise en œuvre et le diocèse reste sur le papier. Il est officiellement érigé le 16 mars 1863 par la bulle Grave nimis du pape Pie IX obtenant son territoire des mêmes districts ecclésiastiques de la bulle de 1816.
Il cède une portion de son territoire le 18 mars 1958 pour l'érection du diocèse d'Acapulco (aujourd'hui archidiocèse d'Acapulco)et le 27 octobre 1964 pour la création du diocèse de Ciudad Altamirano.
Nommé suffragant de l'archidiocèse de Mexico lors de sa création, il intègre la province ecclésiastique d'Acapulco le 10 février 1983 en vertu de la constitution apostolique Quo maius du pape Jean-Paul II.
Par le décret Cum urbs du 20 octobre 1989 de la congrégation des évêques, le siège épiscopal est transféré de Chilapa à Chilpancingo et le diocèse prend son nom actuel.
Il cède une autre partie de son territoire le 4 janvier 1992 pour l'établissement du diocèse de Tlapa.

## Évêques
- Ambrosio María Serrano y Rodríguez (19 mars 1863 - 8 février 1875)
- Tomás Barón y Morales (7 avril 1876 - 25 septembre 1882), nommé évêque de León
- Buenaventura del Purísimo Corazón de María Portillo y Tejeda, O.F.M (25 septembre 1882 - 27 mai 1888), nommé évêque de Zacatecas.
- José Ramón Ibarra y González (30 décembre 1889 - 13 mai 1902), nommé évêque de Tlaxcala
- José Homobono Anaya y Gutiérrez (9 novembre 1902 - 10 décembre 1906)
- Francisco María Campos y Ángeles (12 octobre 1907 - 5 janvier 1923)
- José Guadalupe Órtiz y López (8 juin 1923 - 26 mars 1926), nommé évêque auxiliaire de Monterrey
  - Sede vacante (1926-1929)
- Leopoldo Díaz y Escudero (4 novembre 1929 - 24 novembre 1955)
- Alfonso Tóriz Cobián (12 janvier 1956 - 20 mars 1958), nommé évêque de Querétaro
- Fidel Cortés Pérez (18 décembre 1958 - 14 août 1982)
- José María Hernández González (18 février 1983 - 18 novembre 1989), nommé évêque de Nezahualcóyotl
- Efrén Ramos Salazar (30 octobre 1990 - 19 février 2005)
- Alejo Zavala Castro (9 novembre 2005 - 20 juin 2015)
- Salvador Rangel Mendoza, O.F.M (20 juin 2015 - 11 février 2022)
- José de Jesús González Hernández, O.F.M, depuis le 11 février 2022